# Depresso fortunato
Depresso fortunato è un singolo del cantautore italiano Olly e del produttore discografico italiano Juli, pubblicato il 23 maggio 2025 come secondo estratto dalla riedizione digitale del secondo album in studio Tutta vita.

## Descrizione
Il brano, una ballata folk nata tra amici, è scritto dallo stesso cantautore e prodotto da Julien Boverod, in arte Juli.

## Promozione
Il brano, pubblicato a sorpresa il 23 maggio 2025, è stato presentato in anteprima il 4 maggio dallo stesso Olly durante il suo concerto live a Genova e pochi giorni dopo anche a Bologna.

## Video musicale
Il video musicale, diretto da Samuele Giunta, è stato pubblicato il 5 giugno 2025 attraverso il canale YouTube del cantautore.

## Tracce
Testi di Federico Olivieri, musiche di Julien Boverod.
1. Depresso fortunato – 3:32

## Classifiche
| Classifica (2025) | Posizione massima |
| ----------------- | ----------------- |
| Italia            | 8                 |

## Date di pubblicazione
| Paese  | Data           | Formato                      | Etichetta  | Nota   |
| ------ | -------------- | ---------------------------- | ---------- | ------ |
| Mondo  | 23 maggio 2025 | Download digitale, streaming | Epic       | [ 12 ] |
| Italia | 6 giugno 2025  | Contemporary hit radio       | Sony Italy | [ 3 ]  |